# Auguste Renaud
 (mai 2025).
 (mai 2025).

## Biographie
Auguste Renaud naît le 18 octobre 1835 à Bordeaux, en France, mais sa famille s'établit à Bouctouche, au Nouveau-Brunswick, aux alentours de 1850.
Il se lance en politique et est élu député libéral fédéral de la circonscription de Kent le 20 septembre 1867, devenant par là même le premier Acadien à siéger à la Chambre des communes du Canada. En revanche, il est battu aux élections suivantes de 1872 et 1874.
Après son passage en politique, Auguste Renaud devient receveur des Douanes à Bouctouche, où il décède le 7 juillet 1897.